# Forgotten Realms
Forgotten Realms este o serie de romane de fantezie scrise de R. A. Salvatore.
Forgotten Realms mai este un univers fictiv în care are loc povestea dintr-o campanie a jocului Dungeons & Dragons (D&D).